# Abelardo Sztrum
Abelardo Andrés Sztrum (Buenos Aires, 6 de febrero de 1974) es un deportista argentino que compitió en piragüismo en la modalidad de aguas tranquilas. Ganó cinco medallas en los Juegos Panamericanos en los años 1995 y 1999.

## Palmarés internacional
| Juegos Panamericanos | Juegos Panamericanos      | Juegos Panamericanos | Juegos Panamericanos |
| Año                  | Lugar                     | Medalla              | Competición          |
| -------------------- | ------------------------- | -------------------- | -------------------- |
| 1995                 | Mar del Plata (Argentina) | Medalla de oro       | K1 1000 m            |
| 1995                 | Mar del Plata (Argentina) | Medalla de oro       | K2 1000 m            |
| 1995                 | Mar del Plata (Argentina) | Medalla de bronce    | K4 500 m             |
| 1999                 | Winnipeg (Canadá)         | Medalla de oro       | K2 1000 m            |
| 1999                 | Winnipeg (Canadá)         | Medalla de plata     | K2 500 m             |